# Jan Beishuizen
Jan Beishuizen (Bussum, 8 september 1922 – Blaricum, 4 februari 2003) was een Nederlands journalist die voornamelijk voor het dagblad Het Parool werkte.

## Jeugd
Jan Beishuizen groeide op in een socialistisch onderwijzersgezin. In 1941 ging hij economie studeren in Amsterdam. Een jaar later moest hij onderduiken. Na de bevrijding brak hij uit zijn milieu. Hij was een goede jazzpianist en trok met allerlei bands langs cafés, nachtclubs, casino's en Amerikaanse legerkantines in Nederland, België en Frankrijk.

## Loopbaan
In 1947 ging Beishuizen weer studeren. Het geld dat hij nodig had, verdiende bij achter de piano in een kroeg op het Rembrandtplein waar hij vanwege zijn geleerdheid 'de Dokter' werd genoemd. Na zijn studie en wat omzwervingen in de wereld van het marktonderzoek, werd hij in 1954 journalist bij Het Parool. Als chef van de economische redactie maakte Beishuizen in 1960 naam met een geruchtmakende reportage over de beloning van commissarissen van 36 beurs-NV's en de tantièmes die de directeuren van die ondernemingen bovenop hun salarissen incasseerden. In de gesloten maatschappij van die dagen veroorzaakte het onderzoek, dat Beishuizen samen met een bevriende bankmedewerker had verricht, grote consternatie. Twee jaar later werd hij getroffen door een hartinfarct waardoor hij bijna een jaar uit de roulatie was. Na terugkeer werd hij commentator bij Het Parool. Dat bleef hij 22 jaar.

## Galbraith
Na zijn pensionering in 1984 begon hij aan een proefschrift over de Amerikaanse econoom John Kenneth Galbraith. In 1994 promoveerde hij bij professor Arnold Heertje op een intellectuele biografie van Galbraith. Wat hem aansprak in de boeken van deze econoom was diens schrijfstijl en het feit dat hij de economie voor 'gewone mensen' toegankelijk maakte. Daarnaast was Beishuizen erg geboeid door Galbraiths leer van de countervailing power: een maatschappij kan alleen floreren als machten en tegenmachten elkaar in balans houden.
Wat Beishuizen met Galbraith gemeen had, was de fascinatie voor de economische crisis in de jaren 1930. Galbraiths boek The Great Crash uit 1954 inspireerde hem om samen met Parool-collega Evert Werkman een uitvoerig gedocumenteerd boek samen te stellen over de donkere dagen van zijn jeugd, getiteld De Magere Jaren.

## Overige activiteiten
Beishuizen beschikte ook over didactische gaven. Hij stelde een boekje, Elementaire Economie, samen ter begeleiding van een Teleac-curusus en schreef in Het Parool, in een hoekje van de economie-pagina, een helder 'economisch woordenboek'. Verder vroeg hij op de redactie van het dagblad aanhoudend aandacht voor een zuiver gebruik van 'onze taal'.
Beishuizen overleed in 2003 in ziekenhuis Gooi-Noord in Blaricum aan de gevolgen van een hartinfarct.